# Чехия на летних Олимпийских играх 2008
Чехия принимала участие в Летних Олимпийских играх 2008 года в Пекине (Китай) в четвёртый раз за свою историю, и завоевала три серебряные и три золотые медали. Сборную страны представляли 59 женщин.

## 01!Золото
- Стрельба, мужчины — Давид Костелецкий.
- Стрельба, женщины — Катержина Эммонс.
- Лёгкая атлетика, женщины, метание копья — Барбора Шпотакова.

## 02!Серебро
- Стрельба, женщины — Катержина Эммонс.
- Каноэ, мужчины — Ондрей Штепанек и Ярослав Вольф.
- Гребля, мужчины — Ондржей Сынек.

## Результаты соревнований

### Академическая гребля
В следующий раунд из каждого заезда проходили несколько лучших экипажей (в зависимости от дисциплины). В финал A выходили 6 сильнейших экипажей, остальные разыгрывали места в утешительных финалах B-F.
Мужчины
| Соревнование | Спортсмены                   | Предварительный заезд | Предварительный заезд | Предварительный заезд | Отборочный заезд | Отборочный заезд | Отборочный заезд | Четвертьфинал | Четвертьфинал | Четвертьфинал | Полуфинал     | Полуфинал     | Полуфинал     | Финал   | Финал   | Итоговое место |
| Соревнование | Спортсмены                   | Заезд                 | Время                 | Место                 | Заезд            | Время            | Место            | Заезд         | Время         | Место         | Заезд         | Время         | Место         | Время   | Место   | Итоговое место |
| ------------ | ---------------------------- | --------------------- | --------------------- | --------------------- | ---------------- | ---------------- | ---------------- | ------------- | ------------- | ------------- | ------------- | ------------- | ------------- | ------- | ------- | -------------- |
| одиночки     | Ондржей Сынек                | 4                     | 7:23,94               | 1 Q                   | Не проводится    | Не проводится    | Не проводится    | 3             | 6:50,23       | 1 Q           | Полуфинал A/B | Полуфинал A/B | Полуфинал A/B | Финал A | Финал A | 2              |
| одиночки     | Ондржей Сынек                | 4                     | 7:23,94               | 1 Q                   | Не проводится    | Не проводится    | Не проводится    | 3             | 6:50,23       | 1 Q           | 2             | 7:03,57       | 1 Q           | 7:00,63 | 2       | 2              |
| двойки       | Якуб Маковичка Вацлав Халупа | 3                     | 6:52,50               | 3 Q                   | не участвовали   | не участвовали   | не участвовали   | не проводится | не проводится | не проводится | 1             | 6:37,88       | 4             | Финал B | Финал B | 8              |
| двойки       | Якуб Маковичка Вацлав Халупа | 3                     | 6:52,50               | 3 Q                   | не участвовали   | не участвовали   | не участвовали   | не проводится | не проводится | не проводится | 1             | 6:37,88       | 4             | 6:52,57 | 2       | 8              |